# Alonso de Fonseca y Quijada
Alonso de Fonseca y Quijada (Toro, 1422- Osma?, 1505) va ser un religiós castellà, bisbe d'Àvila (1469-1485) de Conca (1485-1493) i d'Osma (1493-1505).
Nascut a Toro, fill de Pedro de Fonseca y Ulloa i d'Isabel de Quijada, fou també net de l'arquebisbe de Sevilla, Alonso de Fonseca el Vell, del qual va rebre part de l'herència a la seva mort el 1483. Va ser capellà del rei Joan II de Castella. Nomenat bisbe d'Àvila el 1469, del seu mandat destaca la donació del santuari de la Mare de Déu de Sonsoles als patrons de la germandat homònima. Fou ben considerat pels Reis Catòlics, que van comptar amb ell pels assumptes públics i també en batalla; en el primer àmbit destaquen els seus acompanyaments, per exemple el 1500 el de la infanta Maria per casar-se amb Manuel I de Portugal, i de l'altre va lluitant al costat dels reis a la batalla de Toro (1476) contra Alfons V de Portugal.
El 1485 fou promogut a la seu de Conca i des d'allà passà a Osma, el 1493. Sembla que el segon d'any de ser bisbe d'aquesta ciutat va interposar un plet a la ciutat i al seu senyor, Juan Pacheco, marquès de Villena, al·legant que tenien que tenia usurpada a l'església a la dignitat de la senyoria de la ciutat, i Pacheco impedia tallar llenya i pescar en el terme a ell i els seus ministres. La cosa va anar fins a la Cancelleria de Valladolid, on es van presentar documents i testimonis, incloent-se una butlla d'Honori III expedida el 1216, i guanyà la sentència el 1503. Dos anys després, el 1505, va morir, es desconeix el dia exacte i el lloc, probablement a Osma.
Es coneix que el bisbe va tenir un fill, Gutierre de Fonseca, que va heretar els seus béns i llur mayorazgo.